# أيام قرطاج الشعرية
أيام قرطاج الشعرية هي تظاهرة ثقافية تونسية متخصصة في الشعر تأسست في 2018، تنظمها وزارة الشؤون الثقافية في مدينة الثقافة.

## التاريخ
أقيمت أول دورة لأيام قرطاج الشعرية في آخر مارس 2018، وهي من أول التظاهرات التي أقيمت في مدينة الثقافة التي افتتحت في نفس الأيام. ينظم هذا المهرجان العديد من الأمسيات الشعرية والندوات الفكرية والموائد المستديرة إضافة إلى أنشطة موسيقية. يشارك فيه شعراء تونسيون وأجانب (من 17 دولة في دورته الأولى).

## الدورات
| الدورة | التاريخ           | الشعار                         | المدير        |
| ------ | ----------------- | ------------------------------ | ------------- |
| الأولى | 22 - 31 مارس 2018 | «احتفاء بالشعر احتفاء بالحياة» | جميلة الماجري |

## الجوائز

### جائزة جعفر ماجد في الشعر
تبلغ قيمة جائزة جعفر ماجد في الشعر خمسة عشر ألف دينار.
- 2018: منصف الوهايبي (تونسي، عن مجموعته «السوريون») ويوسف رزوقة (تونسي، عن مجموعته «الذئب وما أخفى» و«رشائية: الغزالة والزلزال»)

### جائزة العمل الشعري البكر
تبلغ قيمة جائزة العمل الشعري البكر خمسة آلاف دينار.
- 2018: حجبت

### مسابقة المخطوط الشعري الأول للشعراء الشبان
العمل الفائز بهذه المسابقة، يتكلف المهرجان بنشره.
- أكرم عبيدي (تونسي، عن مجموعته «نبيذ العشق»)

### مسابقة أحسن قصيدة للشعراء الشبان
تتكون هذه المسابقة من ثلاثة جوائز تبلغ قيمتها 1000 دينار و700 دينار و500 دينار تونسي.
- 2018: علي العرايبي (تونسي، الجائزة الأولى عن قصيدته «نشيد الأبدية السوداء»)، نضال السعيدي (تونسي، الجائزة الثانية عن قصيدته «شيزوفرينيا»)، شريفة بدري (تونسية، الجائزة الثالثة عن قصيدته «طرقات في العتمة»)

## مقالات ذات صلة
- أيام قرطاج السينمائية
- أيام قرطاج المسرحية
- أيام قرطاج الموسيقية

## روابط خارجية
- الموقع الرسمي للمهرجان.